# نوادا اسمیت
نوادا اسمیت (به انگلیسی: Nevada Smith) فیلمی در ژانر وسترن به کارگردانی هنری هاتاوی است که در سال ۱۹۶۶ منتشر شد.

## بازیگران
- استیو مک‌کوئین
- کارل مالدن
- برایان کیت
- آرتور کندی
- آلبرت فرید
- جین ایوانز
- هوارد داسیلوا
- جنت مارگولین
- جان دوست
- جان لیتل
- جوزفین هاچینسون
- لایل بتگر
- مارتین لاندو
- پت هینگل
- پائول فیکس
- رف ولونه
- سندی کنیون
- شلدون آلمن
- استنلی آدامز
- سوزان پلشت
- وال آوری
- ادی ویلیامز